# Tapira (Paraná)
Tapira is een gemeente in de Braziliaanse deelstaat Paraná. De gemeente telt 5.904 inwoners (schatting 2009).